# Dorothea Hollatz
Dorothea Marie Hollatz, Pseudonym: Theo Holl (* 20. Januar 1900 in Stralsund als Dorothea Maß; † 19. Dezember 1987 in Darmstadt) war eine deutsche Schriftstellerin.

## Leben
Dorothea Hollatz wuchs in verschiedenen deutschen Städten auf und besuchte die Frauenschule in Erfurt. Hier heiratete sie den Staatsrechtslehrer Hollatz, der allerdings früh verstarb.
1930 ging sie nach Darmstadt, wo sie 1931 ihr erstes Werk veröffentlichte. Neben ihrer schriftstellerischen Tätigkeit war sie in der Telefonseelsorge tätig. Sie veröffentlichte Romane, Novellen, Jugend- und Kinderbücher, Gedichte und Erzählungen. 1960 wurde sie vom Bertelsmann-Verlag mit dem Novellenpreis geehrt. Für ihre Tätigkeit verlieh ihr das Deutsche Sozialwerk, für das sie schrieb und las, die Ehrenmitgliedschaft.
Sie starb 1987 in Darmstadt.
Dorothea Marie Hollatz wurde auf dem Waldfriedhof Darmstadt (Grabstelle: R 8d 37) bestattet.

## Werke
- Der Sucher nach dem Wesentlichen (1930, Roman)
- Ein Mädchen geht geradeaus (1933, Jugendbuch)
- Kilian und die Winde (1933, Roman)
- Wer unter euch ist ohne Sünde (1951, Roman)
- Die Kuckuckspalme (1953, Erzählung)
- Im Zweifelsfall Geradeaus (1958, Jugendbuch)
- Liebe in unserer Zeit (1961, Sammelband mit anderen Autoren)
- War es der Himmel auf Erden? (1971, Kindheitserinnerungen)
- Zwischenbilanz (1975, Gedichte)
- Die fünfte Runde oder Das Lied der Lerche  (1975, Erzählung)
- Nur durch eine Tür getrennt (Roman)
- Ditta Perlhuhn (Kinderbuch)
- Der halbierte König und andere vorweihnachtliche Geschichten